# Sifó (hidràulic)
Un sifó és una eina o una instal·lació hidràulica que aplica el principi dels vasos comunicants per transferir o mantenir un líquid. Segons les necessitats, es tracta d'un tub rígid o flexible en forma de U o de U invertida, que connecta dos vasos. El Principi de Bernoulli permet de calcular la velocitat de la transferència i el desnivell maximal.

## Instal·lacions sanitàries

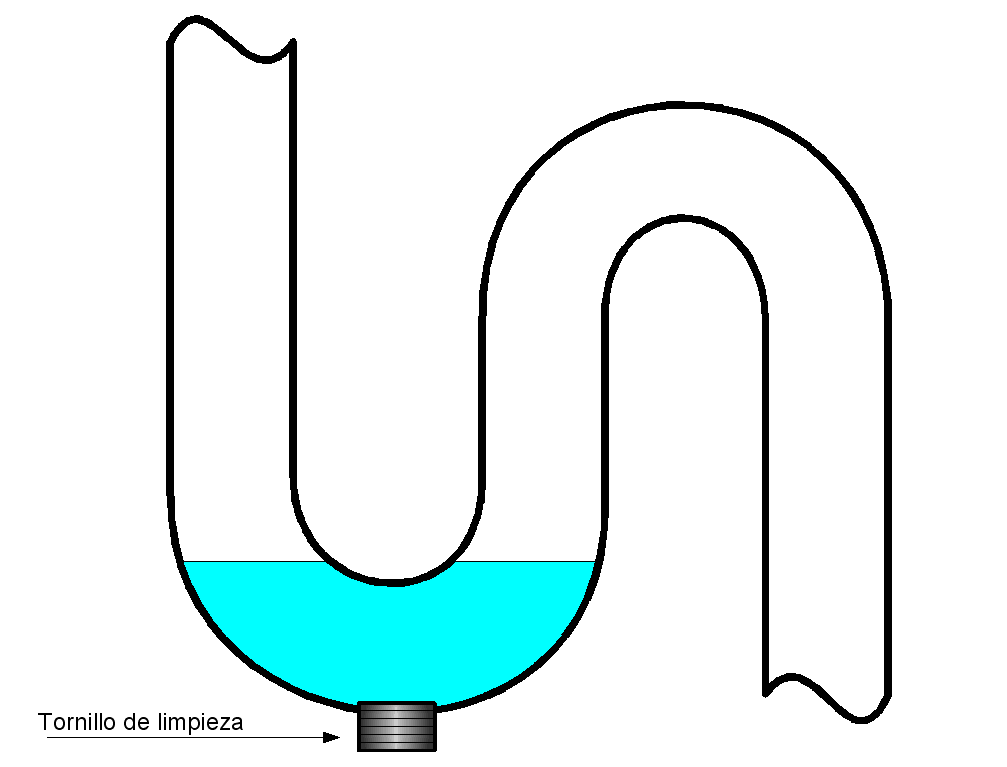
Esquema d'un sifó sanitari simple

L'aplicació més comuna dels sifons es troba als desguassos dels aparells sanitaris (aigüeres, lavabos, vàters, etc.), per evitar que la mala olor de les matèries en putrefacció del clavegueram surti per l'orifici del desguàs. El model més clàssic és un tub en forma de "S" horitzontal, de manera que, en desguassar, s'omple la primera corba del tub i la segona actua com un sifó, buidant la primera fins que el nivell d'aigua es reequilibri entre la part anterior i posterior. Sempre queda una quantitat d'aigua que encalla el retorn de l'aire viciat.

## Eina de transferència de líquids

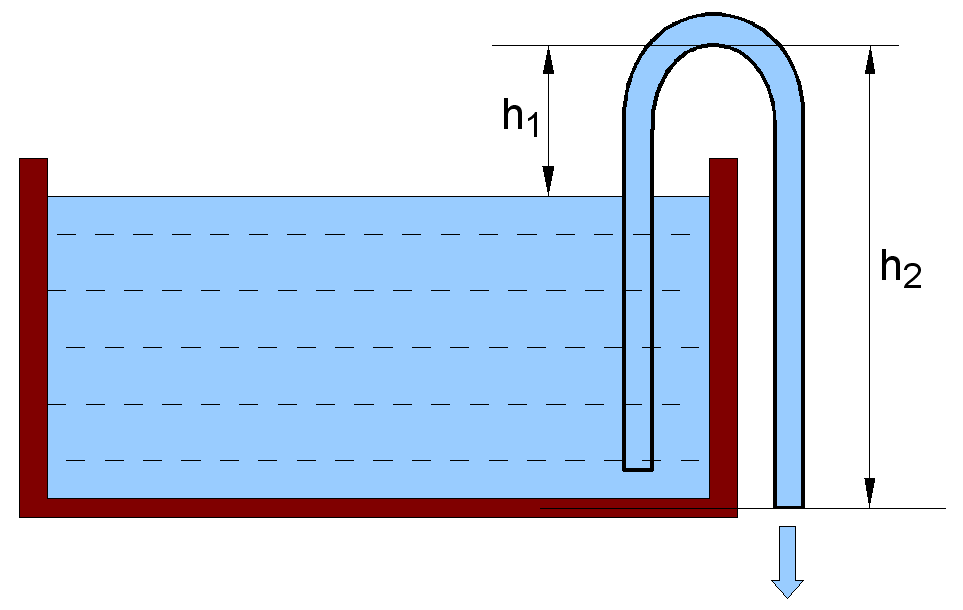
Un sifó per a transferir líquids

Un sifó (fet per un tub flexible o rígid) permet de transvasar un líquid d'un vas a un altre que es troba una mica més baix, i vèncer una alçada, sense afegir energia, una vegada que la connexió està encebada, funciona com una bomba hidroestàtica. Un sifó s'enceba en aspirar l'aire del tub de connexió, en xuclar amb la boca o per una bomba. Des que tota l'aire ha sortit, la transferència continua sense energia afegida, per les forces de la gravetat i hidroestàtiques.

## Vies hidràuliques

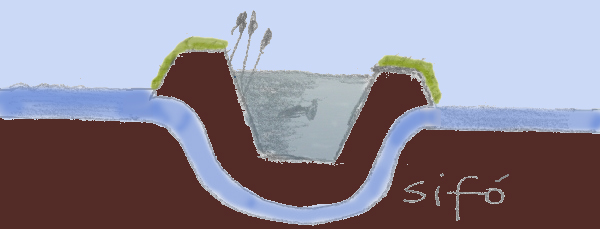
Esquema de sifó d'un curs d'aigua sota un canal navegable

A les vies hidràuliques és un túnel en forma de U que permet salvar obstacles als fluids. Generalment s'utilitza per fer passar a distint nivell els cursos d'aigua de les carreteres o bé per fer un encreuament d'un riu o d'un canal en passar-hi per sota un altre canal, sense que les aigües de les dues vies es mesclin. Els sifons s'usen sovint per permetre la continuació del trànsit a un canal navegable en creuar una via aquàtica no navegable.

## Brolladors
El principi s'aplica també per crear brolladors a parcs i llocs de divertiment. Un dipòsit d'aigua superior es connecta amb un sifó amb la conca inferior. A la sortida baixa, l'aigua prova d'atènyer el nivell superior. Com que no hi ha tub, forces contràries no permeten que l'aigua pugi cap al nivell original, però quan més el desnivell i el diàmetre són llargs, és quan l'efecte queda més espectacular, com es veu al Jet d'Eau de Ginebra a Suïssa o als Jardins d'Annevoie a Anhée a Bèlgica.